# Magaly Castro
Magaly Beatriz Castro Egui es una reina de belleza venezolana nacida en Calabozo, estado Guárico el 19 de abril de 1948. Fue la ganadora del concurso Miss Venezuela el año 1966, donde representó al estado Guárico. Al momento de su coronación estudiaba la carrera de Educación en la universidad y fue conocida como La Miss del pueblo por su origen humilde.

## Miss Venezuela 1966
Oriunda de Calabozo, estado Guárico, fue apodada La Miss del pueblo por su origen humilde, a diferencia del resto de las participantes del concurso. Llegó a la capital en 1965 y junto a su familia se asentaron en el cerro, como se le conocía a los barrios populares de la ciudad. Representó a su estado natal en el Miss Venezuela 1966 que se efectuó en el Teatro del Este, en Plaza Venezuela, Caracas el 14 de junio de 1966, dándole así el segundo título a Guárico. Fue coronada por María de las Casas, Miss Venezuela 1965.
Pero el triunfo no le resultó fácil a esta maestra normalista, ya que era la candidata de menos recursos económicos y eso la convirtió en víctima de distintas humillaciones. Tras ganar, fue recibida por don Rómulo Gallegos, quien le dijo: “No sabes cómo me llena de orgullo que una de nuestras mujeres haya resultado la más bella del país”.

## Cuadro final de Miss Venezuela 1966
- Magaly Castro Egui, Miss Guárico (ganadora)
- Jeanette Kopp Arenas, Miss Distrito Federal (primera finalista)
- Cecilia Picón Febles, Miss Mérida (segunda finalista)
- Ella Charlotte Ploch, Miss Departamento Vargas (tercera finalista)
- María Mercedes Zambrano, Miss Lara (cuarta finalista)

## Participación en el Miss Universo 1966
Magaly viajó a Miami Beach, Florida, Estados Unidos a participar en el Miss Universo, realizado el 16 de julio de 1966. No figuró.

## Familia y matrimonio
Tiempo después de su participación en el Miss Venezuela se casó y tuvo dos hijas. En 1984, 18 años después, su hermana María Alejandra participó en el Miss Venezuela 1984, pero solo obtuvo la banda como Miss Elegancia y no figuró entre las ocho finalistas del certamen. Al igual que ella, Alejandra representó al estado Guárico.